# St. Afra (Mühlenbach)

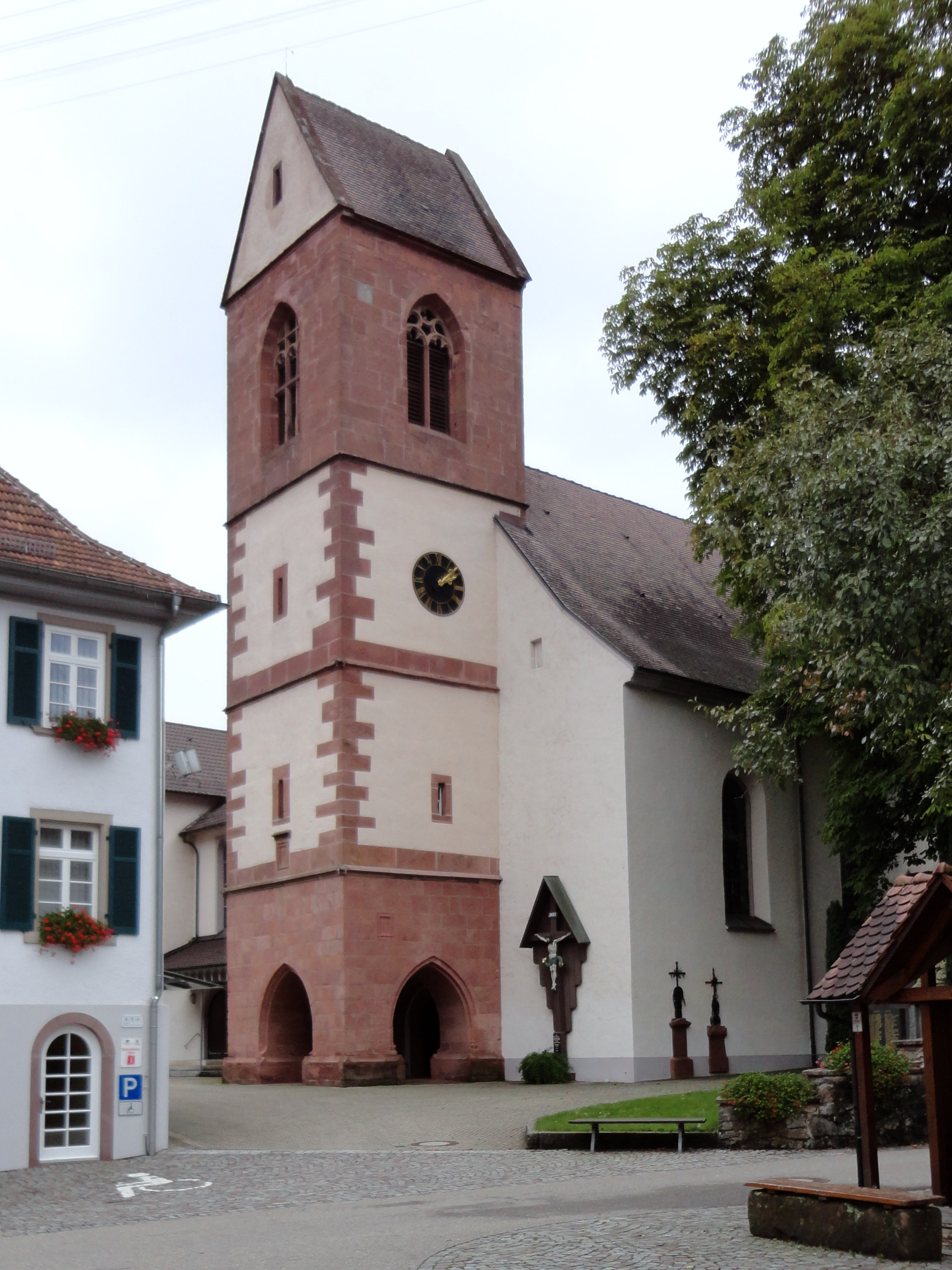
St. Afra von Südwest

St. Afra ist die römisch-katholische Pfarrkirche von Mühlenbach im Ortenaukreis von Baden-Württemberg. Die Pfarrgemeinde bildet mit St. Arbogast in Haslach im Kinzigtal, St. Michael in Fischerbach, St. Erhard in Hofstetten, Hl. Kreuz in Steinach und St. Peter und Paul in Welschensteinach die Seelsorgeeinheit Haslach des Erzbistums Freiburg. Zudem gehört die Kirche seit der Dekanatsreform am 1. Januar 2008 zum Dekanat Offenburg-Kinzigtal. Die Kirche besteht aus dem gotischen Turm, dem barocken ehemaligen Langhaus und Chor und einem nach dem Zweiten Weltkrieg entstandenen Erweiterungsbau. Ihre Geschichte und Gestalt haben besonders der Offenburger Lehrer Werner Scheurer und der Willstätter Historiker Martin Ruch erforscht (siehe Literatur).

## Geschichte

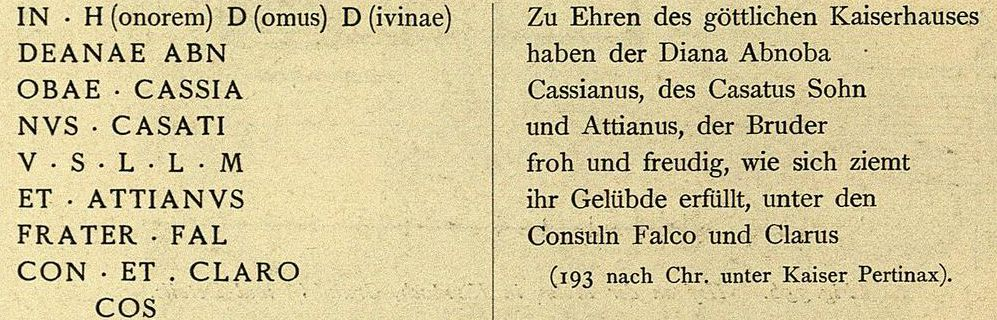
Inschrift des Mühlenbacher römischen Altarsteins, entstanden unter Kaiser Pertinax, als der Schwarzwald Abnoba mons hieß

Der Name „Mühlenbach“ für den Ort und den ihn zur Kinzig hin durchfließenden Bach kommt wohl nicht von der „Mühle“ her, sondern dem keltisch-römischen Wort „malina“ für „Flut“. Eine Flut, ein Hochwasser war es auch, das 1778 auf dem Pfarrhof einen Altarstein freispülte, der heute im Archäologischen Museum Colombischlössle in Freiburg im Breisgau aufbewahrt wird und die Anwesenheit der Römer bezeugt. Aus dem Erbe der 1218 ausgestorbenen Zähringer gelangte das Dorf unter die Herrschaft der Grafen und später Fürsten von Fürstenberg und blieb dort – mit Unterbrechungen – bis zum Reichsdeputationshauptschluss 1803 und dem Frieden von Pressburg 1805. 1806 kam es ans Großherzogtum Baden.
In einer Urkunde König Heinrichs (VII.), des Sohnes und Mitregenten Kaiser Friedrichs II., für Egino V. von Urach und Freiburg, den Ahnherrn des Hauses Fürstenberg, wird Mühlenbach 1234 erstmals erwähnt: Heinrich belehnte Egino mit mehreren Schwarzwaldflüssen nebst umliegenden Gründen und Bergen, so mit „Kinzechen usque Gengenbach et nominatim Milenbach, Elzach, Treysenia, Brega et Danubio usque ad Ymmendingen“ – „der Kinzig bis Gengenbach, dem sogenannten Mühlenbach, der Elzach, der Dreisam, der Breg und der Donau bis Immendingen“.
Den ältesten Hinweis auf ein Gotteshaus enthält eine Urkunde von 1440, die ein Gut „vnder der kirchen herab“ erwähnt. Ursprünglich Filiale von St. Arbogast in Haslach, war Mühlenbach ab 1586, wo ein Pfarrer Zacharias Daub genannt wird, zumeist eigene Pfarrei. Das Patrozinium der heiligen Afra von Augsburg, die im Jahr 304 in Augsburg den Feuertod erlitten haben soll, ist erstmals 1576 bezeugt. Weltliche Patronatsherren waren die Fürstenberger, so nach einer Urkunde von 1666: „Millenbach, huius ecclesiae patronus s. Afra, collator et decimator d. comes a Fúrstenberg ... animas regendas habet ca. 500.“ – „Mühlenbach, dessen Kirchenpatronin die heilige Afra, Kollator und Decimator Herr Graf von Fürstenberg ist, zählt etwa 500 Seelen.“ Die Einführung des evangelischen Bekenntnisses 1542 durch Graf Wilhelm von Fürstenberg (1491–1549) blieb wie im ganzen Kinzigtal Episode. Schon unter seinem Bruder Friedrich II. von Fürstenberg (1496–1559) wurde der katholische Glaube wieder eingeführt. 1821 kam Mühlenbach vom Bistum Straßburg ans Erzbistum Freiburg.

## Baugeschichte

### Gotik

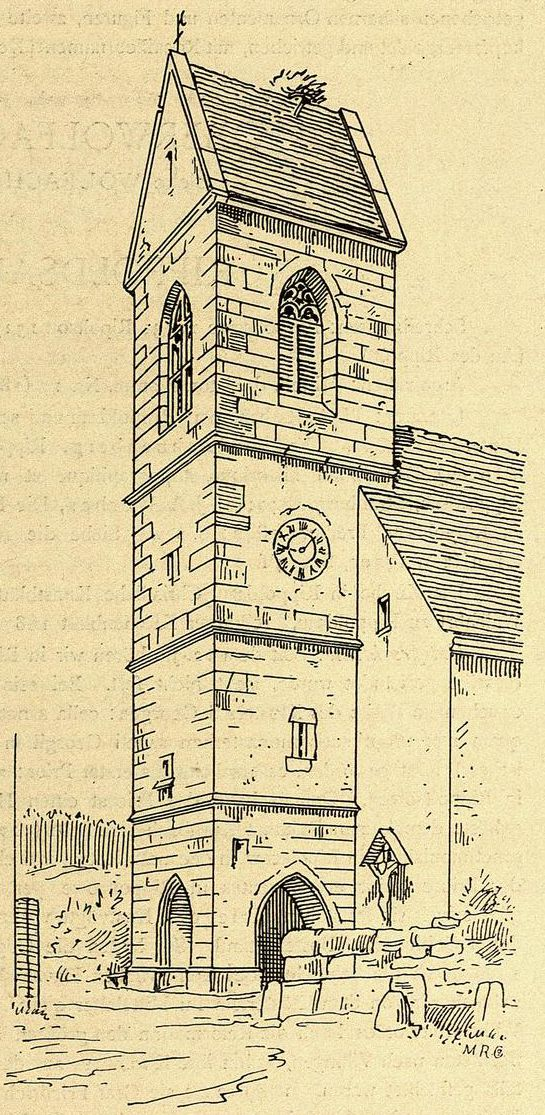
Kirchturm um 1900

Am zweiten Geschoss des Turms, des ältesten erhaltenen Teils, ist zweimal die Jahreszahl „1512“ eingemeißelt. Damals wurde vermutlich die ganze Kirche neu gebaut. Sie litt mit der ganzen Gegend im Dreißigjährigen Krieg, am schlimmsten im März 1643, als die Truppen des mit Frankreich verbündeten, bereits verstorbenen Herzogs Bernhard von Sachsen-Weimar „unversehens ins Tal kommen, zu Haslach spornstreichs, mit bloßen Degen, aufgezogenen Hahnen ins Städtel gesprengt, die Leute mit Hauen, Stechen, Prügeln, Axen, Hämmern dergestalt traktiert, dass eben ein Jammer und Elend zu hören und zu sehen gewesen, alles ausgeplündert, aufgeschlagen und verderbt“. Die verbrannten Kirchenbücher legte Johann Ramsteiner (1607–1660), Pfarrer in Haslach, der Mühlenbach mit versorgte, neu an.

### Barock
1740 berichtete der Mühlenbacher Vogt an die fürstenbergische Regierung in Donaueschingen, „in was für einem schlecht und Bau-fälligen Stand die Pfarrkürche Mühlenbach sich Befünde, Zumahl dieselbe also Eng und Klein seye, daß sie Kaum d 3t Theil derer allda Befündliche Pfarrangehörigen fase, und dahero an derselben eine Haubt reparation, od aber und Vihlmehr einer New und größeren Kürchen allda ohnumbgänglich nothwendig seye“. Die Regierung entschloss sich zum Neubau des Schiffs. Die Vorarlberger Baumeister Johann Jakob Häring (1674–1743) und Johann Elmenreich (1695–1757) fertigten die Pläne, nach denen Wolfacher Unternehmer dann bauten. 1741 legte Pfarrer Matthäus Gengwisch (etwa 1710–1768) den Grundstein.
In den 1890er Jahren wurde St. Afra unter Pfarrer Severin Beck (1848–1905) restauriert und erhielt eine neue Empore und neue Bänke, ferner Deckengemälde und drei Hochaltargemälde.

### Moderne
Die beiden Ortsgeschichtler Scheurer und Ruch begründen den Erweiterungsbau mit einer durch den Tourismus seit den 1950er Jahren einsetzenden Überfüllung. Architekt war Gregor Schroeder (1906–1976), Pfarrer zur Bauzeit, ab 1961, Heinrich König (1907–1998; Pfarrer in Mühlenbach ab 1940). Schröder entwarf in diesen Jahren auch das neue Schiff von St. Martin in Vöhrenbach sowie die Kirchen St. Blasius in Biberach und Herz Jesu in Stegen. 1966 wurde die Mühlenbacher Erweiterung vom Freiburger Weihbischof Karl Gnädinger konsekriert.

## Gebäude

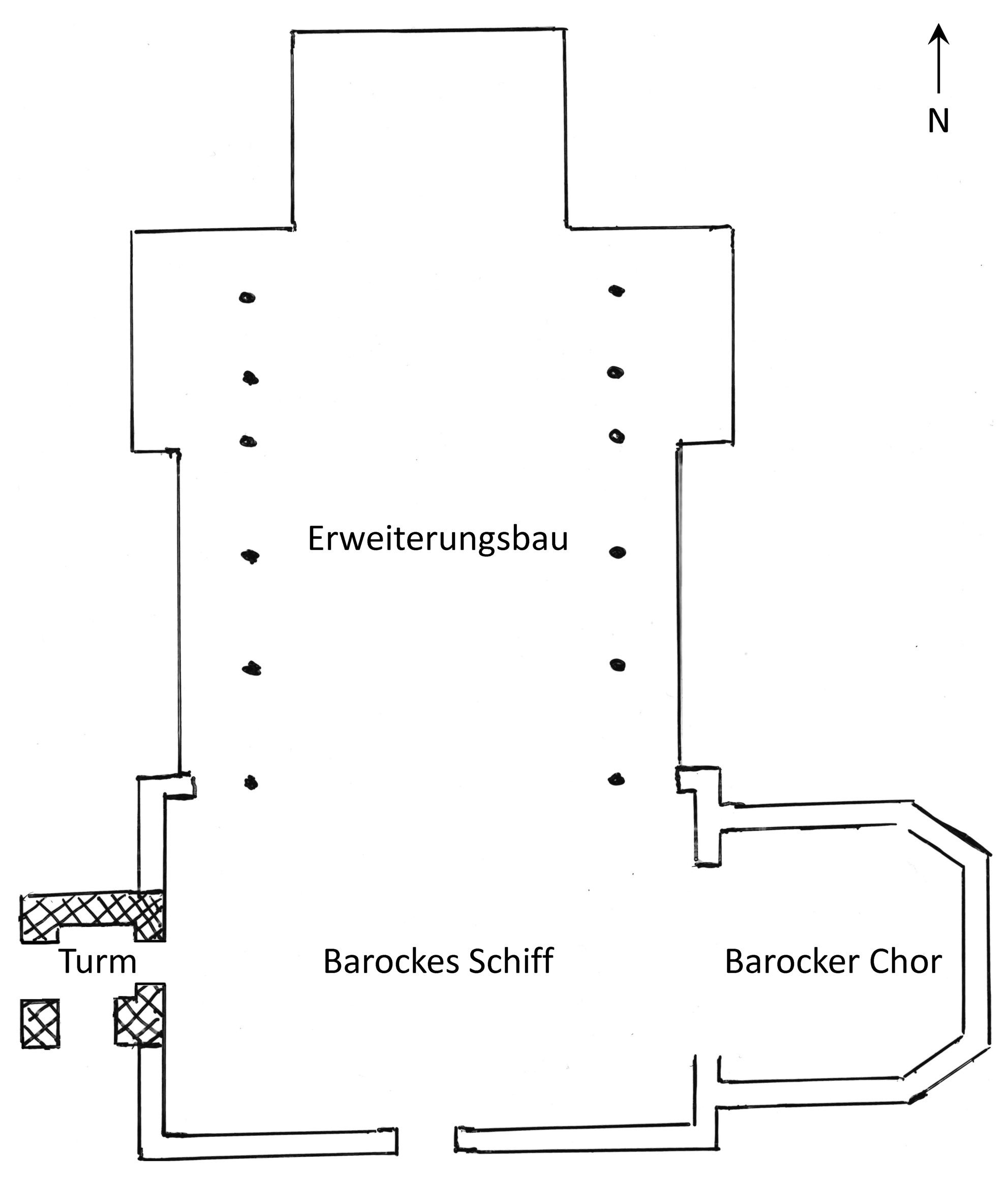
Grundriss

Der Friedhof um die Kirche wurde 1845 verlegt, doch blieb großenteils seine Mauer. Im Westen ragt der gotische Turm, vier Stockwerke hoch und von einem Satteldach abgeschlossen. Das unterste Stockwerk öffnet sich im Süden und Westen in Spitzbögen zu einer kreuzrippengewölbten Vorhalle. Schröder fügte seine Erweiterung unter Opferung der Nordwand des barocken Schiffs im Norden an und drehte die ursprünglich geostete Kirche zu einer „genordeten“, so wie es 1939 mit St. Laurentius im benachbarten Wolfach geschehen war. Das barocke Schiff bildet jetzt „wie in altchristlichen Basiliken <...> als ‚Paradies‘ den Vorhof des neuen Tempels“. In diesem „neuen Tempel“ tragen jederseits sechs Säulen die von großen Rundbogenfenstern durchbrochene Hochschiffwand und lassen jederseits schmale, seitenschiffartige Gänge. Im Norden weitet sich der Raum zu einem Querhaus, an das sich der rechteckige neue Chor schließt. Neues Schiff und neuer Chor werden von einem offenen Satteldach überfangen. Der barocke, polygonal geschlossene Chor wurde zu einer Marienkapelle umgestaltet.

## Ausstattung

### Grabdenkmäler
Steinerne Grabmäler und schmiedeeiserne, verzierte Grabkreuze erinnern an den alten Friedhof. Ein Stein mit einem Tuch, Totenschädel und gekreuzten Knochen auf der Rückseite trägt auf der Vorderseite die Inschrift:
HIER LIGT GEORG

ADAM KLAUSMAN

EIN FLEISIGER

BAUERSMAN, EIN

GUTER VATER SEI

NER KINDER. EIN

RECHTSCHAFNER

CHRIST DER DU DIES

LIEST FRAGE DICH

SELBST OB AUCH

DIES BIST

1817
Für das Priestergrab schuf Benedikt Schaufelberger (1929–2011) ein Mosaikbild des Guten Hirten.

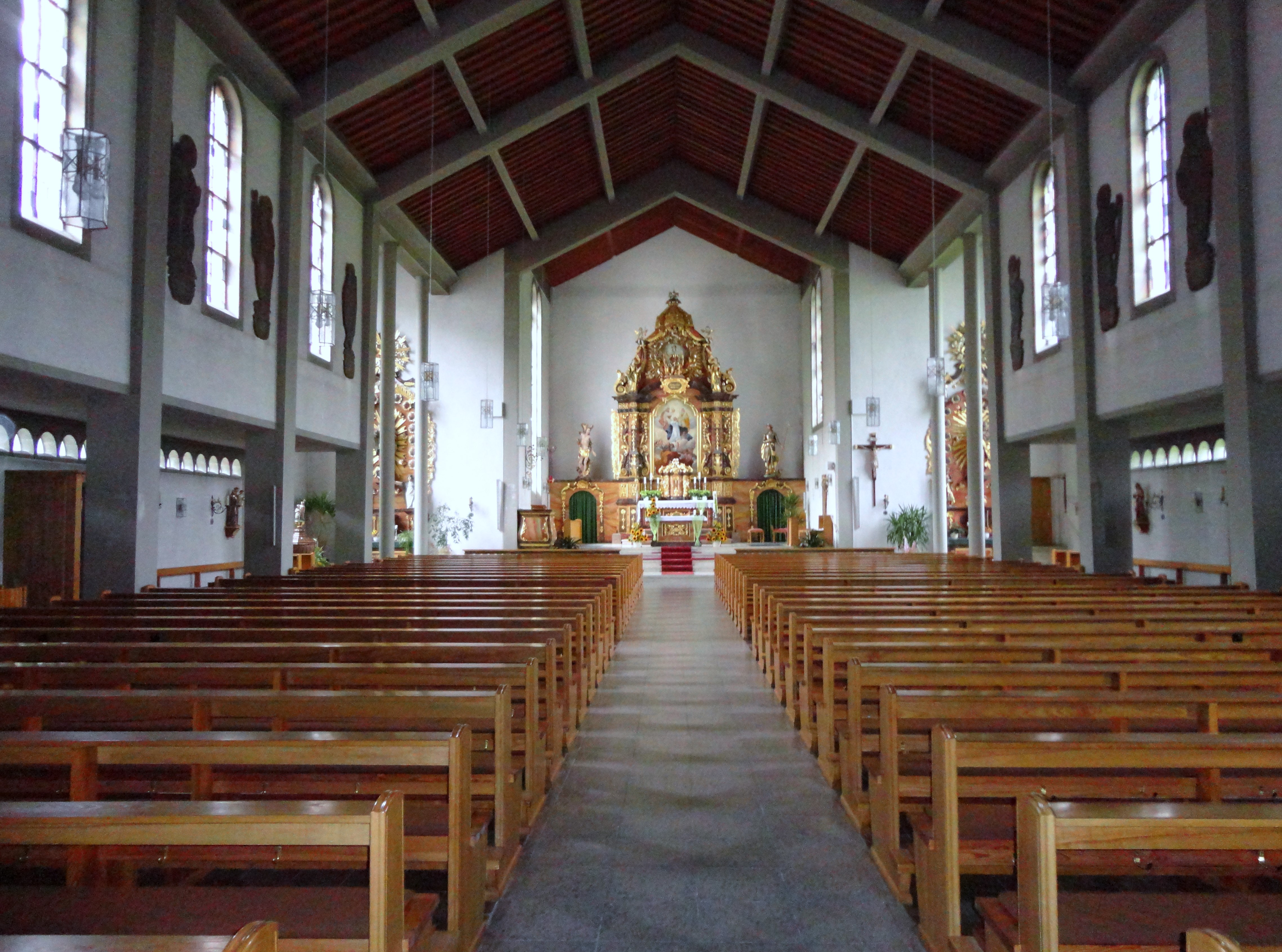
Inneres nach Norden

### Altäre
Meister des Hochaltars und vermutlich beider Seitenaltäre ist ein Bildhauer Anton Martin aus Schuttern, der 1742 bis 1743 sein Honorar erhielt. Er war nach dem Erlöschen der Bildhauerwerkstatt Philipp Winterhalders in der Ortenau viel beschäftigt; doch ist sonst nichts über ihn bekannt.
- Das Hauptgeschoss des reich vergoldeten Hochaltars begrenzen links und rechts Schleierbretter und Pilaster, dazwischen in geschwungenem Rahmen das Altarbild. Im volutengestützten Auszug steht eine Skulptur der heiligen Afra, begleitet links von Katharina von Alexandrien mit Schwert und Rad, rechts von Barbara von Nikomedien mit Kelch und Turm. Zuoberst steht ein Pelikan auf seinem Nest, Symbol des sich opfernden Jesus. Auf separaten Sockeln stehen daneben links der heilige Sebastian und rechts der heilige Wendelin.

Hochaltarbilder
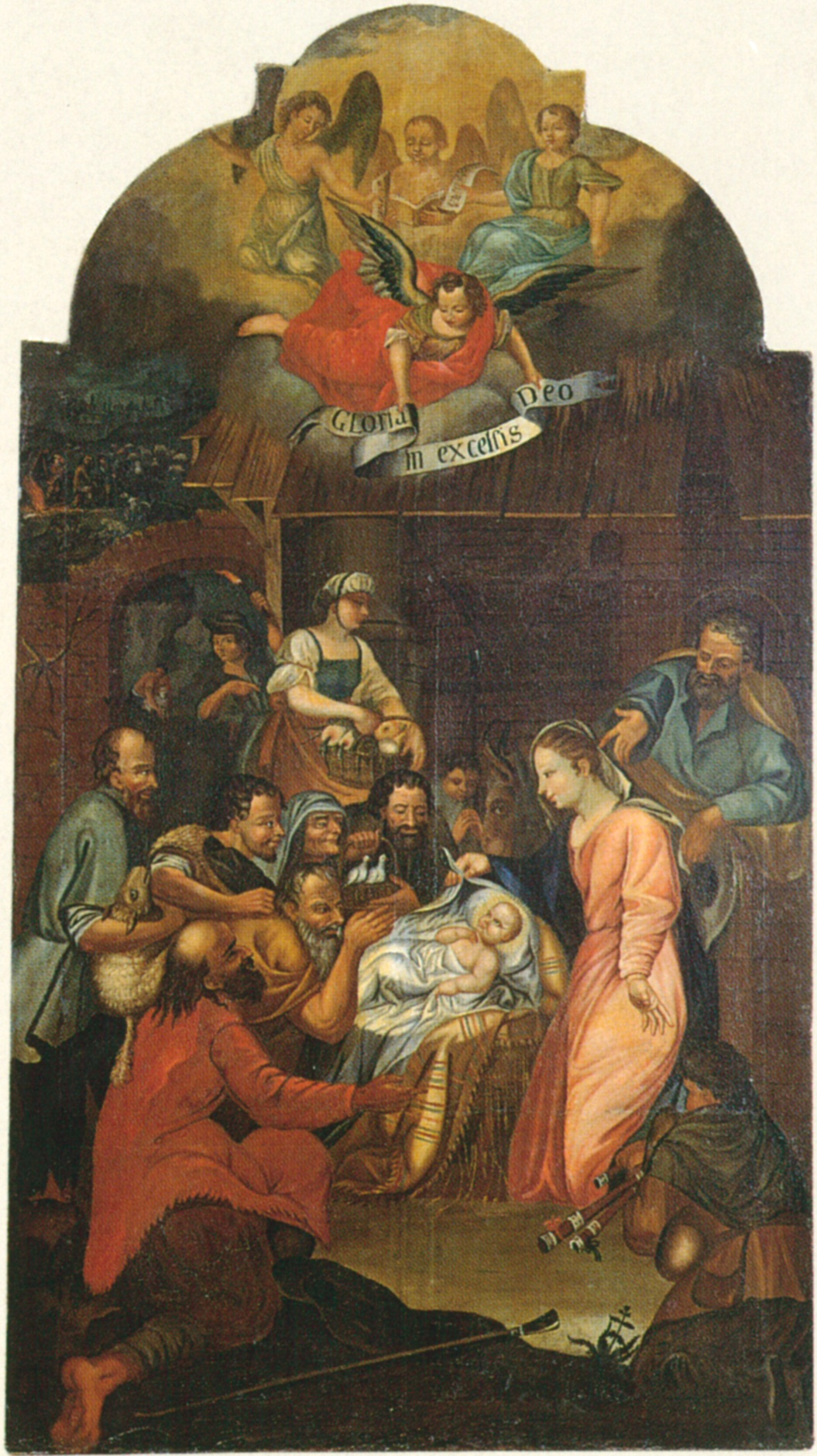
Geburt Jesu (Eisenmann)
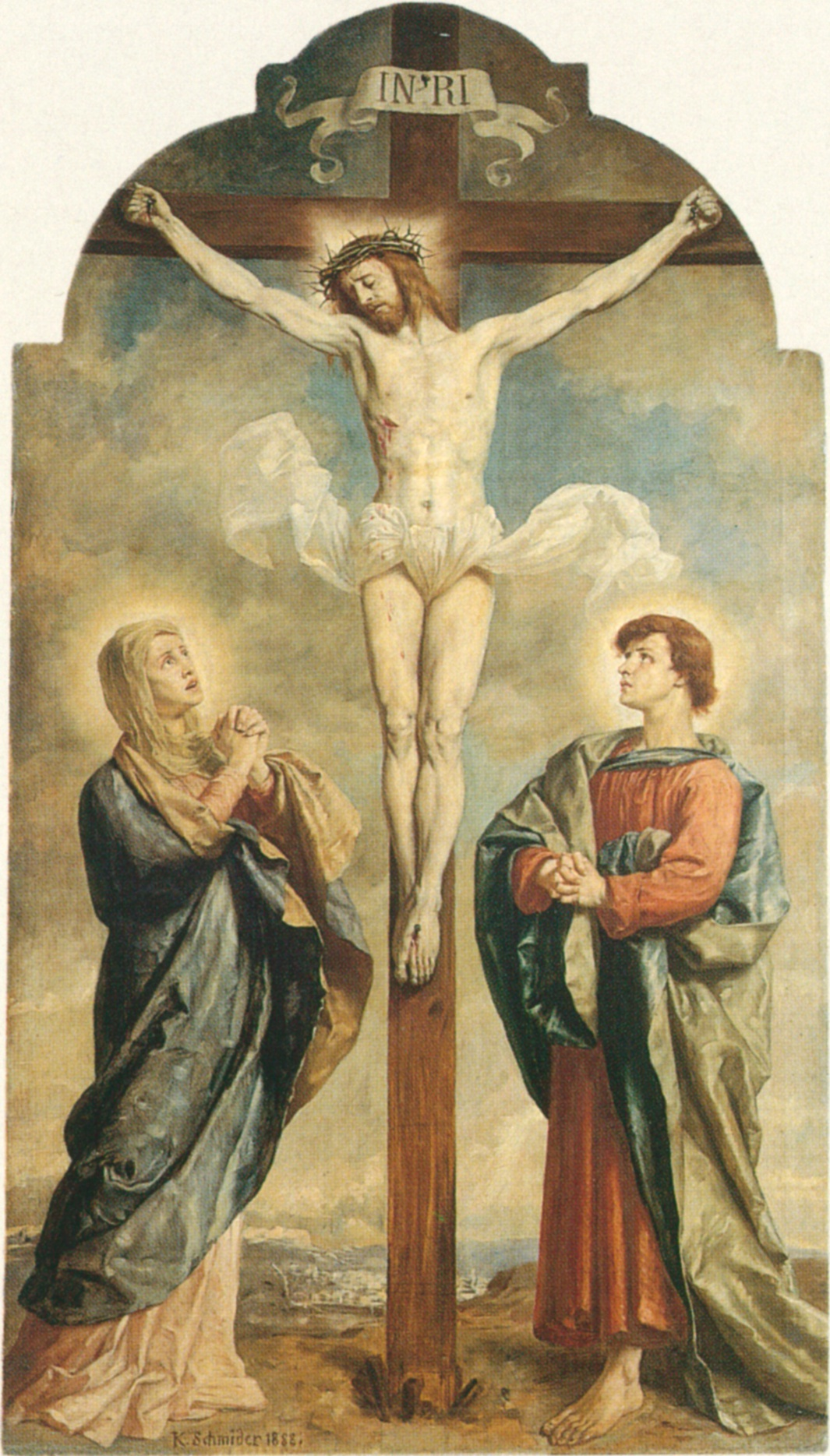
Kreuzigung (Schmider)
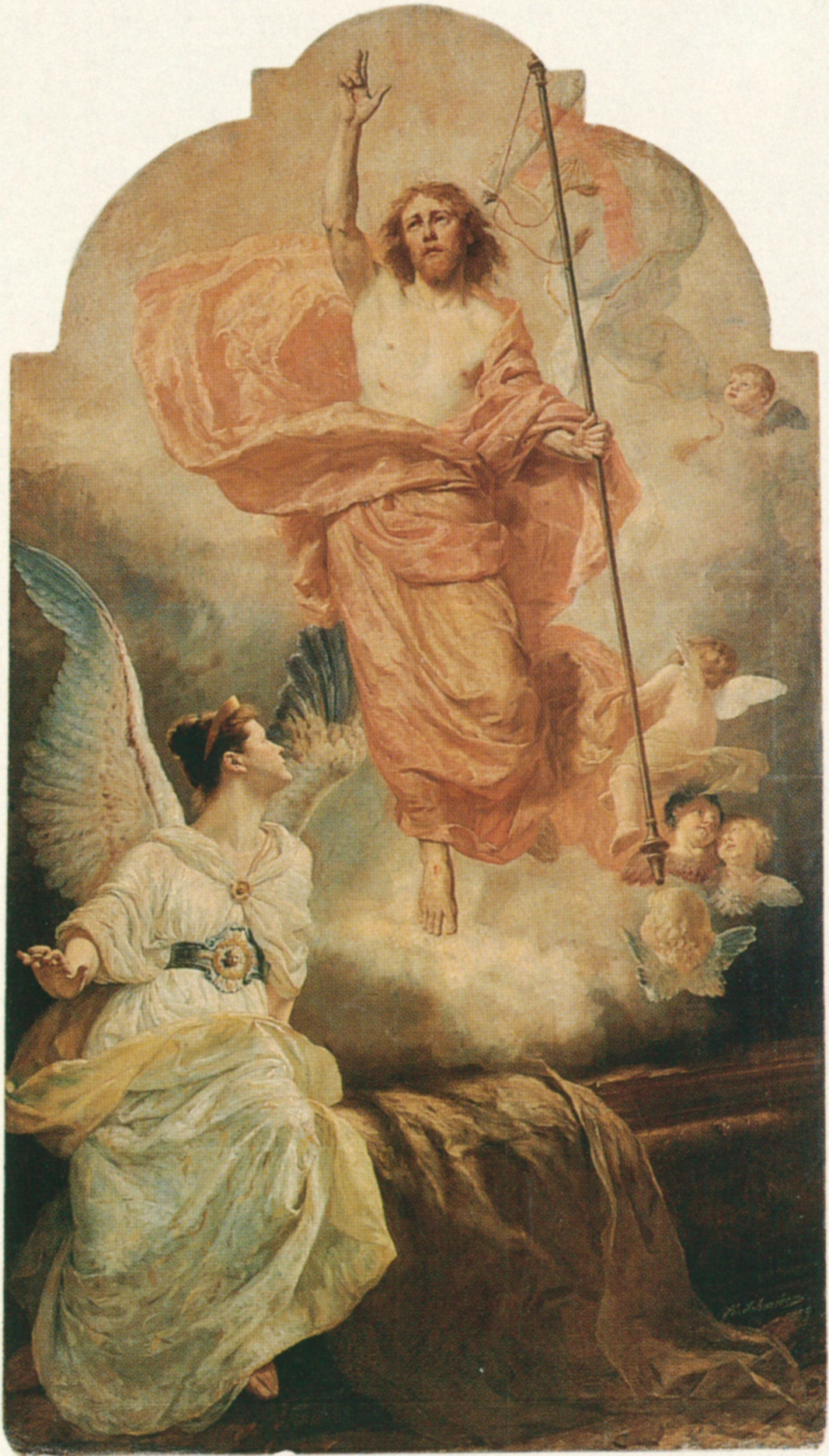
:Auferstehung (Schmider)
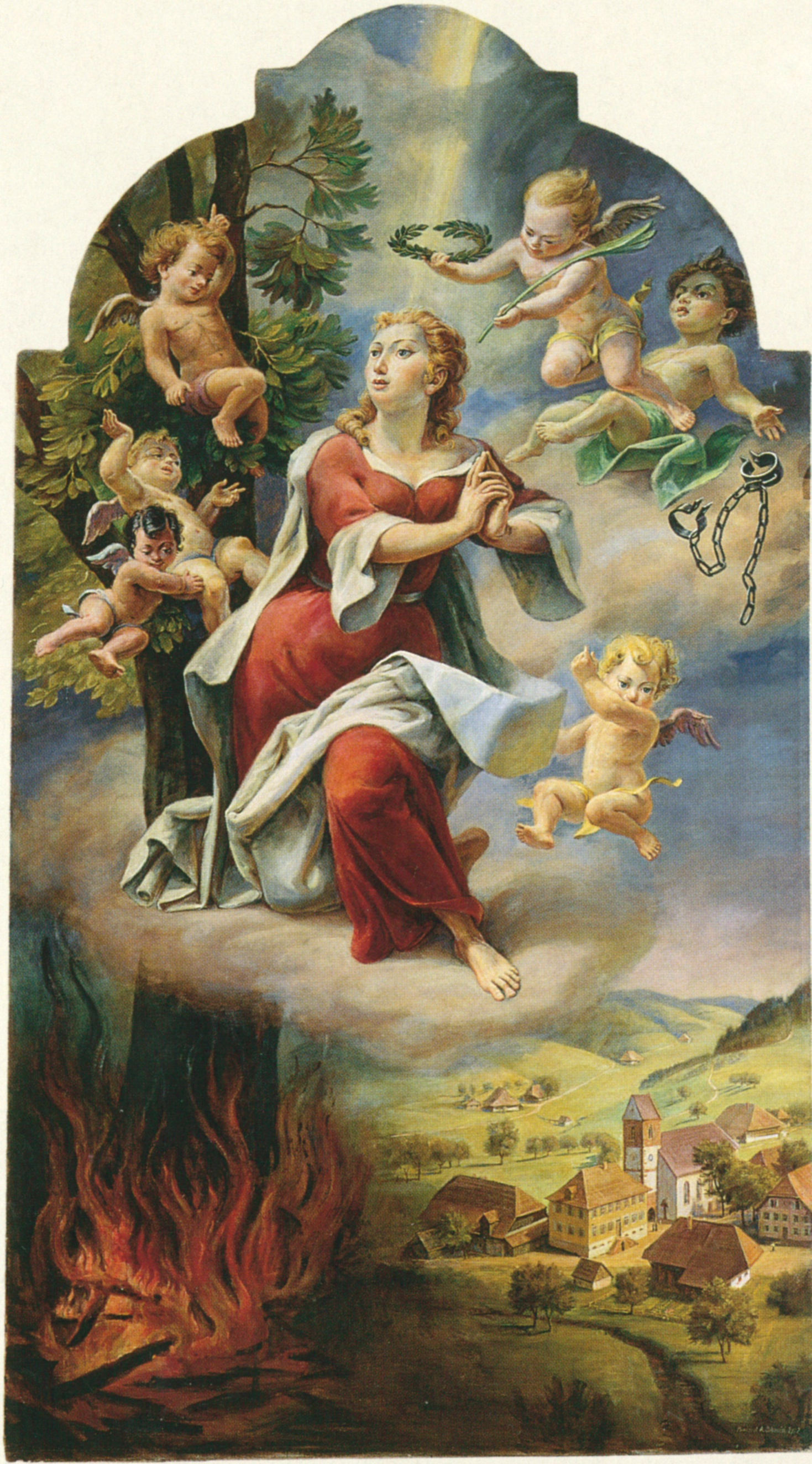
Afra beschützt Mühlenbach (Schmid)

Das große Altarbild gibt es siebenfach für die wechselnden Aspekte des Kirchenjahrs, und zwar, gereiht nach der Entstehungszeit,
– als ältestes ein Weihnachtsbild von Melchior Bernhard Eisenmann (1717–1772) aus Haslach
– ein weiteres Weihnachtsbild,
– ein Kreuzigungsbild und
– ein Auferstehungsbild von Konrad Schmider (1859–1898),
– eine Aufnahme Marias in den Himmel von August Pfister aus Gruol, der zur Zeit des Ersten Weltkriegs auch in der Wallfahrtskirche Maria Zell bei Hechingen arbeitete,
– eine Verkündigung des Herrn von Emil Brischle (1884–1966) aus Offenburg und
– Afra als Beschützerin Mühlenbachs, 1982 gemalt von Manfred A. Schmid (1911–2009), dessen erster großer Auftrag 1936 die Innengestaltung von St. Urban in Freiburg-Herdern war. Afra steigt, von Engelchen begleitet, auf einer Wolke zum Himmel auf, während unten links das Feuer ihrer Hinrichtung brennt und rechts Mühlenbach mit Rathaus und der Kirche im Tal liegt.
- Auf dem linken Seitenaltar reicht Maria als die Unbefleckt Empfangene – im Strahlenkranz, gekrönt, ein Zepter in der Hand, auf der Weltkugel stehend, den Mond zu ihren Füßen, den Drachen besiegend (Offb 12 EU) – den Heiligen Dominikus und Katharina von Siena einen Rosenkranz. Um sie herum zeigen Medaillons, wohl von Eisenmann gemalt, die Rosenkranzgeheimnisse. Gekrönt wird der Altar von Gottvater im Strahlenkranz.

- Die Mitte des rechten Seitenaltars bildet Josef von Nazaret mit einer Säge in der rechten Hand und dem Jesuskind auf dem linken Arm. Die Statue wurde 1944 von Alfons Noflaner aus Südtirol geschnitzt. Kleiner stehen links der heilige Jakobus der Ältere als Pilger, an die Wallfahrt nach Santiago de Compostela erinnernd, rechts der Apostel Matthäus mit einem Beil und einem Buch.[16] Den fünfzehn Rosenkranz-Medaillons des linken Altars entsprechen vierzehn Medaillons mit Bildern der Vierzehn Nothelfer, wohl wiederum von Eisenmann. Im Auszug steht zuoberst der Erzengel Michael mit Flammenschwert und einem Schild, beschriftet „Quis ut Deus?“ – „Wer ist wie Gott?“, darunter links ein Schutzengel mit einem Kind, rechts der heilige Georg als Drachentöter.

### Weitere Ausstattung
Auf dem Altar des barocken Chors, der heutigen Marienkapelle, steht eine von Alfons Noflaner stark restaurierte Pietà, früher Gnadenbild der Brudertalkapelle in Lahr-Kuhbach. Der Tabernakel ist eine Silberschmiedearbeit von Alfred Erhart.

Eisenmanns Apostel
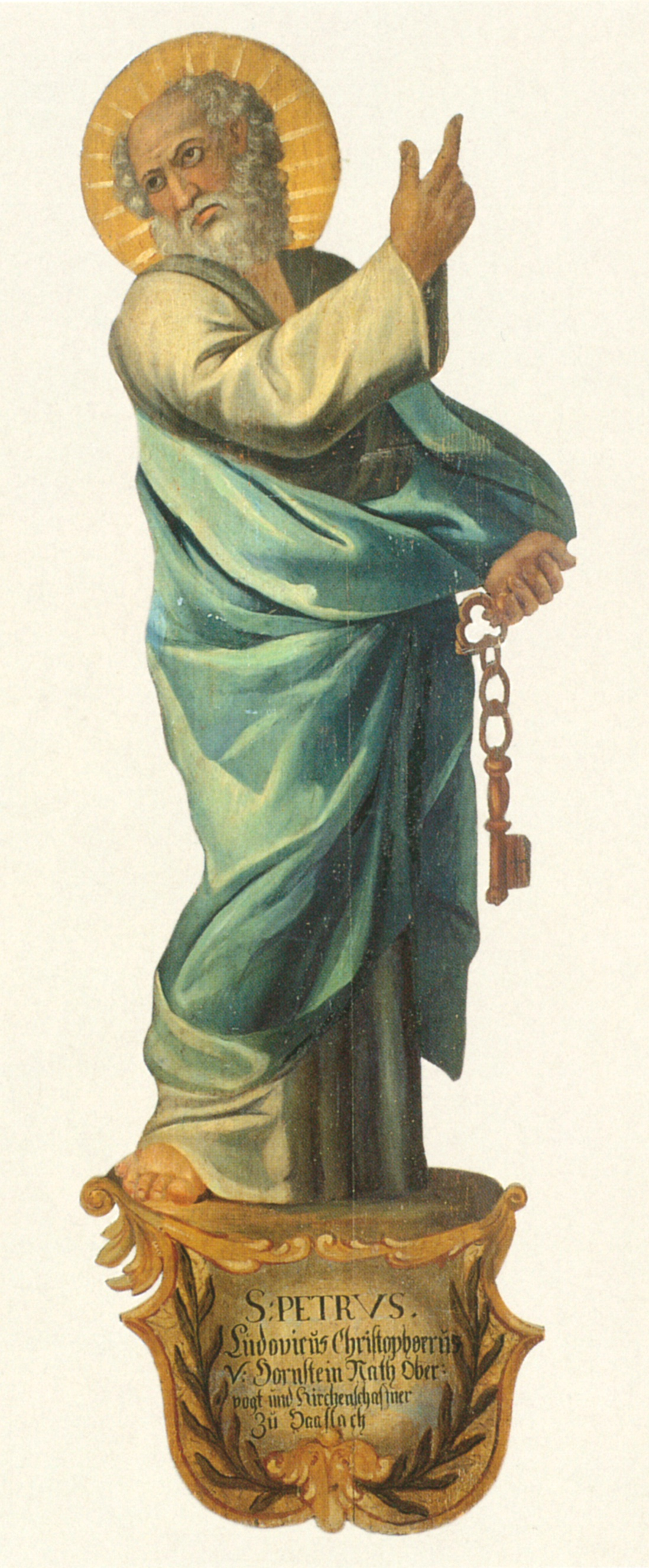
Petrus
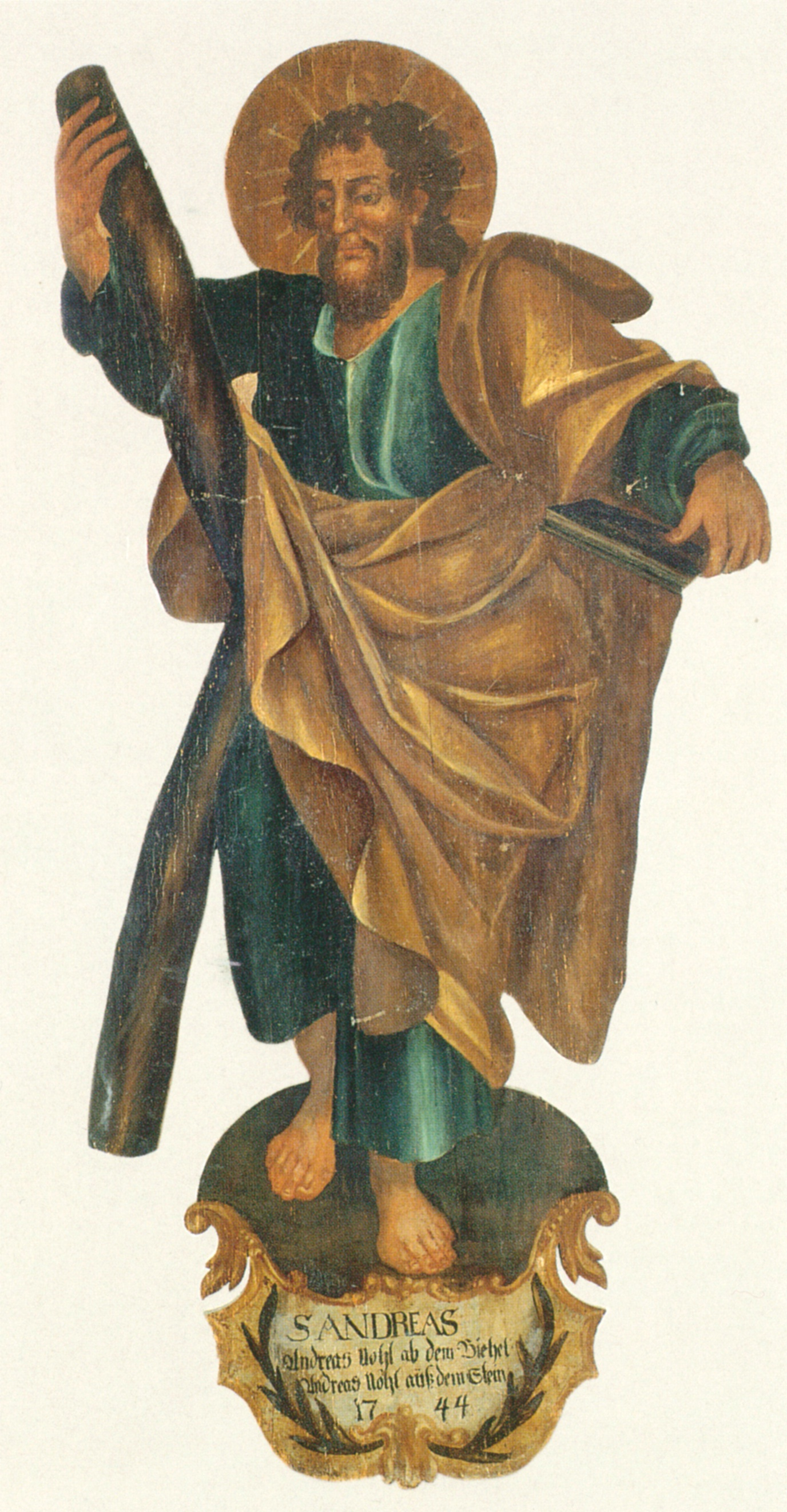
Andreas
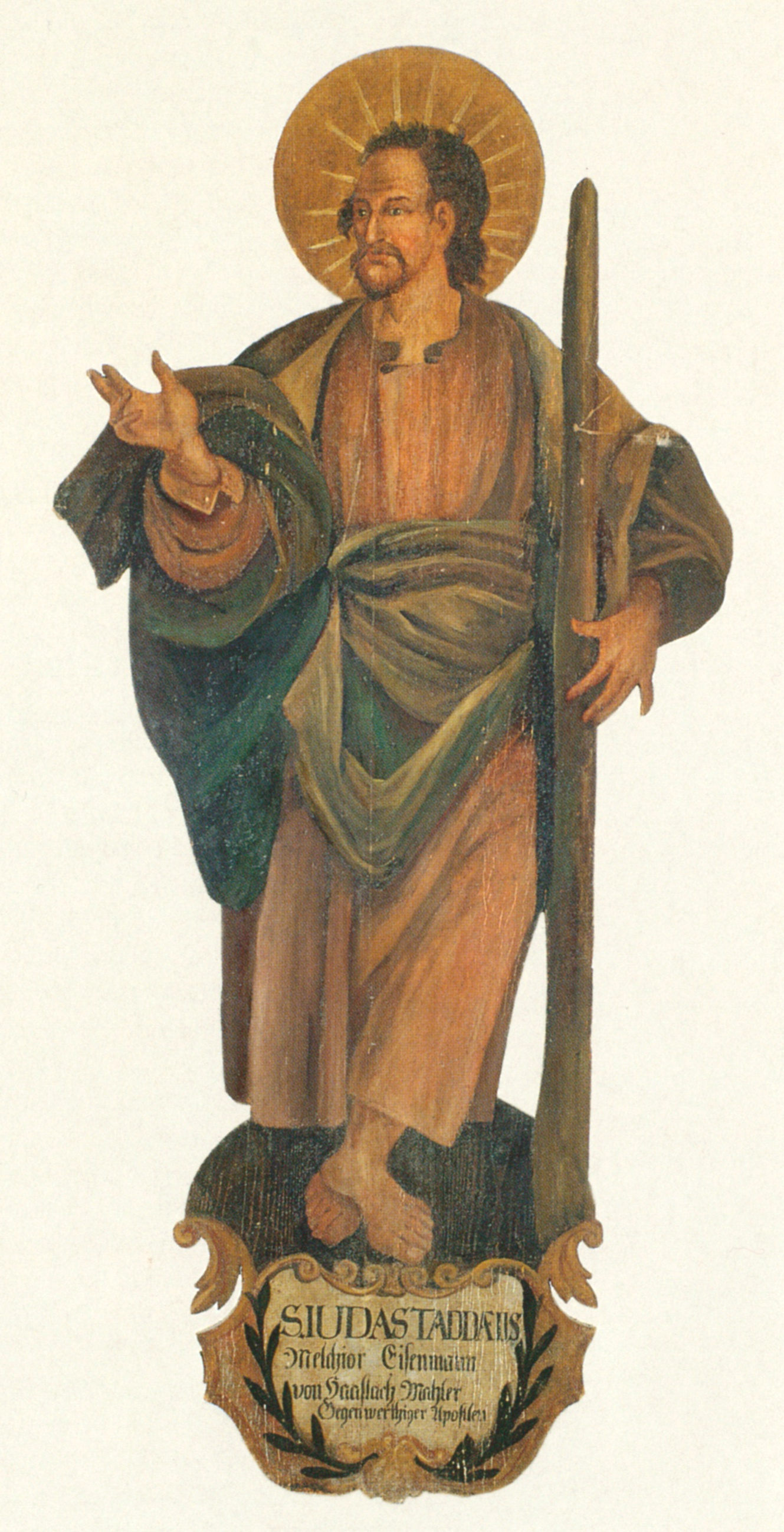
Judas Thaddäus

Die acht – ursprünglich zwölf – Apostelbilder an den Wänden des Schiffs, die Pfarrer Severin Beck auf den Dachspeicher verbannt hatte, malte Melchior Bernhard Eisenmann. Die vierzehn Kreuzwegstationen modellierte Peter Valentin (1877–1962), der aus Südtirol stammte, in Offenburg lebte und „Werke von makelloser Schönheit“ schuf, so auch die Seitenaltäre in St. Arbogast im benachbarten Haslach.
Die Orgel baute 1963 bis 1965 Franz Winterhalter in Oberharmersbach.
Zwei der fünf Glocken goss 1821 die Straßburger Firma Ludwig Edel, die anderen drei 1952 die Heidelberger Firma von Friedrich Wilhelm Schilling.